# Бучая

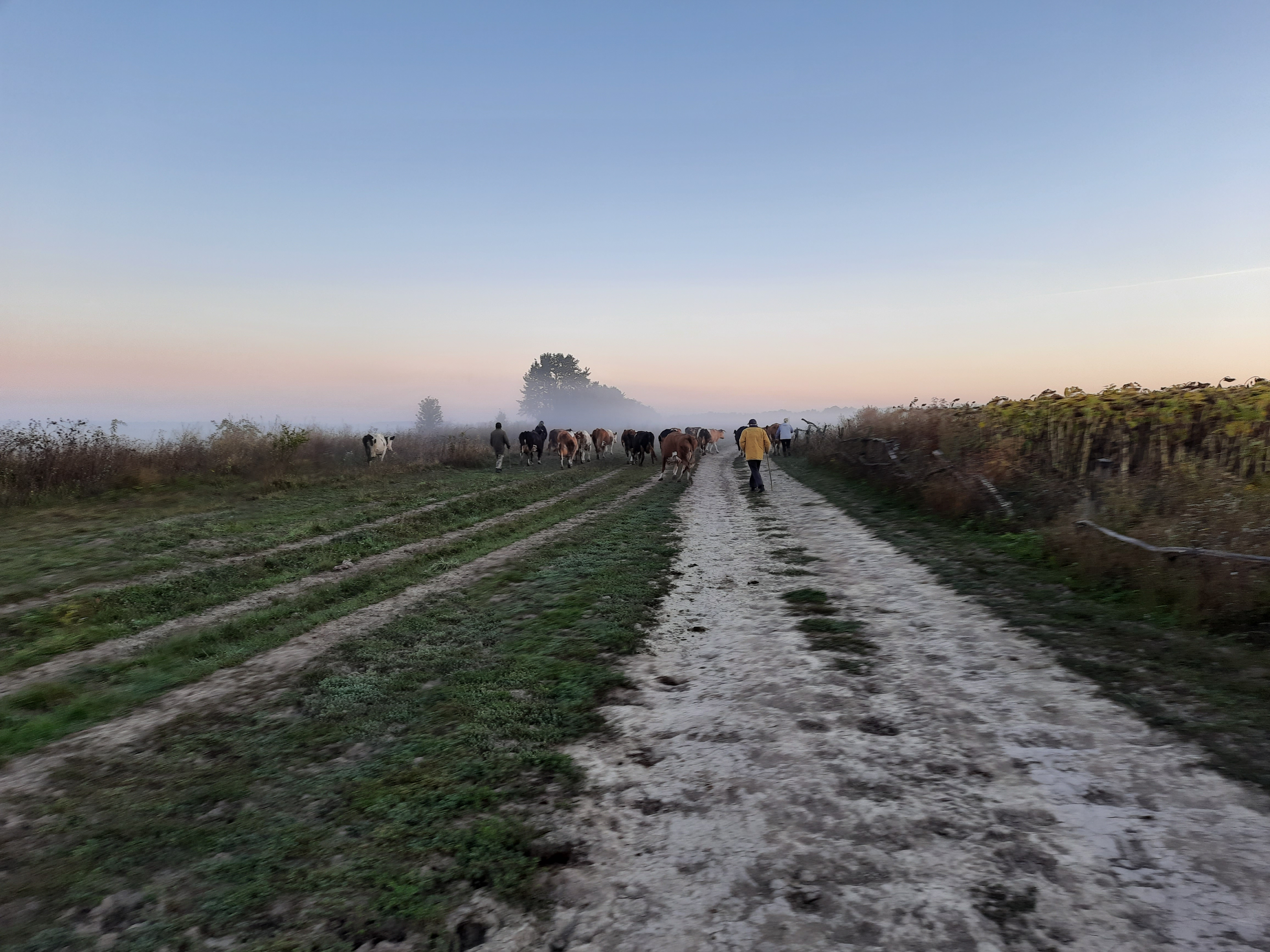
Польова дорога в село

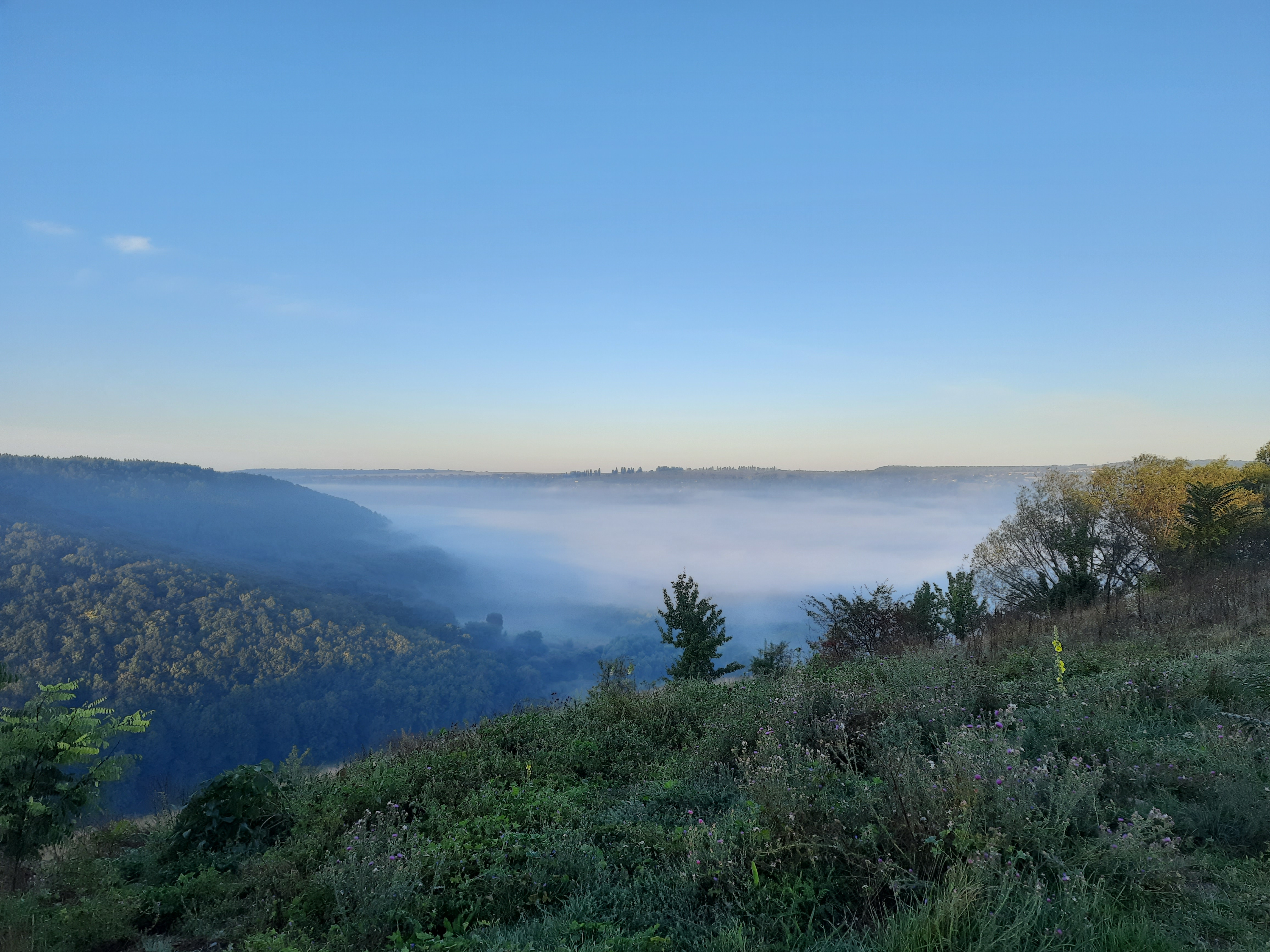
Краєвид біля села

Бучая́ — село в Україні, у Новоушицькій селищній територіальній громаді Кам'янець-Подільського району Хмельницької області. До адміністративної реформи 19 липня 2020 року село належало до Новоушицького району. Населення становить 408 осіб.

## Етимологія
С. Д. Бабишин вважає, що назва походить від  слів "буча" або "бучало" - вир, глибока яма на дні річки. І. С. Винокур інтерпретує слово "буча" у значеннях: шум, крик, тривога. 

## Географія
У селі бере початок струмок Голова, лівий доплив Ушиці.

## Символіка

### Герб
Щит у золотій оправі, горизонтально розділений на дві частини. У верхній частині зображено купол церкви із хрестом на зеленому фоні. А у нижній частині щита – козак у червоному вбранні на поясі шабля, а на лівому плечі рушниця. Церква символ християнської релігії. Козак – символ назви села, що походить від Буча.

### Прапор
Прямокутне полотнище складається з двох частин. Верхня половина прапора синього кольору, нижня – зеленого кольору. У правому верхньому куті  розміщений козак у червоному вбранні на поясі шабля, а на лівому плечі рушниця. Козак символ назви села, що походить від Буча.

## Історія

#### Від заснування
Вперше Бучая згадується у грамоті князя Федора Коріятовича у 1388 році. В різні роки село згадувалося під такими назвами: Buczoya (1493), Buczaya (1530, 1542), Buczaia (1661), Buczoja (1703), Буча (1800), Бучаи (1914).
В «Географічному словнику Королівства Польського» зазначається, що 1542 року село було розграбоване. 1566 року село заплатило податок від 7 плугів, 1569 від 3 плугів, 1578 і 1583 від 5 плугів. Бучая на той час відносилася до зовсім малих сіл, оскільки її мешканці платили невеликий податок.
В Кам'янецькій Земський книзі за 1618 рік згадується під назвою Бучая Стара (пол. Buczaja Stara). В тій же книзі в записах 1627 і 1630 років згадується Бучая Мала (пол. Buczaja Mała), яка також фігурує в записах 1629 та 1661 року під назвою Бучайка (пол. Buczajka). 1661 року мешканці Бучаї та Бучайки заплатили податок від 3 димів. 
Бучая Мала позначена на «Генеральній карті України», або ж «Загальному плані Диких Полів, простіше кажучи Україна, з незалежними провінціями» («Generalis Camporum Desertorum vulgo Ukraina. Cum adjacentibus Provinciis») французького інженера Гійома Боплана(був на службі у польського короля, будував фортифікаційні споруди) виданій у 1648 році у Данцигу.  Поруч позначено, але не підписано ще одне село. Очевидно, що на певному етапі біля Бучаї існувало окреме село, яке з часом злилося з Бучаєю.
Станом на 1885 рік населення Бучаї становило 640 осіб, було 141 дворове господарство, православна церква, школа, заїжджий будинок.
Перший храм, про який є згадка - церква святої Трійці, що була побудована у 1743 році. Церква була дерев'яна трьохдільна та трьохкупольна з дзвіницею, яка стояла окремо. У 1853 році храм було реконструйовано та розширено.

#### Адміністративна приналежність.
З 1665 року Бучая стає частиною Подільського воєводства.
Під час турецького панування (1672-1699) село входило до Подільського еялету Барського санджаку. З 1699 по 1772 рік Бучая входила до складу Польщі, а з 1772 року стає частиною Російської імперії
У 1795—1797 роках село входило до Ушицького округу Подільського намісництва,а в 1797—1923 роках до  Косиковецької волості Ушицького повітуПодільської губернії.
12 квітня 1923 року старий адміністративний поділ змінився новим, так з’явився Новоушицький район Кам'янець-Подільського округу. А на початку 1932 року Україну було поділено на області.
4 лютого 1954 року Кам'янець-Подільську область перейменовано на Хмельницьку і з того часу Бучая – частина Новоушицького району Хмельницької області.
Після проведення адміністративної реформи з 20 серпня 2015 року село входить до Новоушицької селищної об'єднаної територіальної громади. 19 липня 2020 року Бучая увійшла до Кам'янець-Подільського району.

## Відомі люди
- Щипківський Геннадій Павлович (8 травня 1944) — український письменник (поет, прозаїк), член Національної спілки письменників України.